# Stésichoros z Himery
Stésichoros (vlastně „mistr sborů“, původně se jmenoval Teisias, někdy zván Himerský, 640 př. n. l. – 555 př. n. l.) byl řecký lyrický básník. Narodil se ve městě Matauros na Sicílii, žil ale ve městě Himera, někdy je proto nazýván Himerský. Zemřel v Katánii, kde žil v politickém exilu. Byl proslulý pro své sborové zpěvy, často využívající mýty kolem slavných hrdinů až na úroveň lyrických eposů, například oslavná palinódie (cyklus básní) o Heleně (o ní se traduje legenda, že Stésichoros o ní napsal ostrou satirickou báseň, poté oslepl a aby svou urážku odčinil, napsal o ní báseň pochvalnou). Jeho básně (Zkáza Troje, Oresteia, Dafnis) byly sborově recitovány na veřejných slavnostech. Jeho látky byly často využívány v pozdějších dílech (v podstatě vytvořil skupinu mýtů kolem Aenea, které později zpracoval Vergilius, jeho pastýřské básně o Dafnidovi byly často využívány v pozdějších bukolikách).